# Marsdenia tirunelvelica
Marsdenia tirunelvelica är en oleanderväxtart som beskrevs av Ambrose Nathaniel Henry och K. Subramanyam. Marsdenia tirunelvelica ingår i släktet Marsdenia och familjen oleanderväxter. Inga underarter finns listade i Catalogue of Life.